# 卡翁博
卡翁博（葡萄牙語：Caombo），是個位於安哥拉北部的城鎮，由馬蘭哲省負責管轄，西鄰卡蘭杜拉，面積5,690平方公里，2014年人口18,362，人口密度每平方公里3.2人。